# 薩默斯 (康乃狄克州)
薩默斯（英語：Somers）是一個位於美國康乃狄克州托蘭縣的城鎮。

## 地理
薩默斯的座標為41°59′00″N 72°27′00″W / 41.98333°N 72.45000°W，而該地的平均海拔高度為73米（即240英尺）。

## 人口
根據2010年美國人口普查的數據，薩默斯的面積為73.80平方千米，當中陸地面積為73.40平方千米，而水域面積為0.40平方千米。當地共有人口11444人，而人口密度為每平方千米155.07人。